# オルタチェーズス
オルタチェーズス（イタリア語: Ortacesus）は、イタリア共和国サルデーニャ州南サルデーニャ県にある、人口約900人の基礎自治体（コムーネ）。

## 地理

### 位置・広がり

#### 隣接コムーネ
隣接するコムーネは以下の通り。
- バッラーリ
- グアマッジョーレ
- グアジーラ
- ピメンテル
- サンタンドレーア・フリーウス
- セーレガス
- セノルビ